# Growing Pains (libro)
Growing Pains es el libro autobiográfico de la actriz Billie Piper publicado en 2006.

## Temática
En el libro, Piper divulga sobre su batalla contra la anorexia que se desarrolló después de que un presentador de televisión la llamó "gorda" cuando era una estrella del pop a los 16 años de edad. Piper comenzó a utilizar laxantes para bajar de peso. 
Durante una gira de promoción por Estados Unidos contempló el suicidio como resultado de la baja venta de discos. Afirmó que su relación con Chris Evans hizo que dejará los intentos de suicidio atrás y le dio un nuevo entusiasmo por la vida. Sin embargo, después de su separación de Evans, Piper volvió a la anorexia. 
En la autobiografía dijo que los trastornos de la alimentación eran muy comunes entre las chicas de su antigua escuela Sylvia Young Theatre School.
En la reedición de su autobiografía se cambiaron, en la parte trasera, la cubierta y además se agregó un capítulo. Hay 4 secciones de fotos especiales.

## Publicación
"Growing Pains" es el título de la autobiografía de Billie Piper, que fue publicado 19 de octubre de 2006 por la editorial Hodder & Stoughton.
Piper firmó un contrato de seis cifras con los editores Hodder & Stoughton para escribir su autobiografía. De acuerdo a una entrevista de Top Gear, publicó su libro para que no publicaran una biografía no autorizada.